# Ventoselo (Navío)
Ventoselo es una aldea situada en la parroquia de Navío, del municipio de español de San Amaro, en la provincia de Orense, Galicia.

## Demografía
| Gráfica de evolución demográfica de Ventoselo entre 2000 y 2023 |
|                                                                 |
| Datos según el nomenclátor publicado por el INE.                |